# Soufflez-moi dans l'œil
Soufflez-moi dans l'œil est une comédie-vaudeville en un acte d'Eugène Labiche, représentée pour la première fois à Paris au Théâtre du Palais-Royal le 1er mai 1852.

Collaborateur Marc-Michel.

Editions Michel Lévy frères.

## Distribution
| Acteurs et actrices ayant créé les rôles |                   |
| Personnage                               | Acteur ou actrice |
| Mouillebouche, 50 ans                    | Sainville         |
| Tropical, 25 ans                         | M. Pellerin       |